# Homogenität (Soziologie)
Dieser Artikel wurde auf der Qualitätssicherungsseite des Portals Soziologie eingetragen. Dies geschieht, um die Qualität der Artikel aus dem Themengebiet Soziologie auf ein akzeptables Niveau zu bringen. Hilf mit, die inhaltlichen Mängel dieses Artikels zu beseitigen, und beteilige dich an der Diskussion. (Artikel eintragen)
Homogenität bezeichnet in der Soziologie die Ausrichtung, Eigenschaft, Einstellung einer Gruppe von Menschen, deren Gruppenangehörigen in wesentlicher Hinsicht die gleichen Merkmale aufweisen. Dazu können äußere Eigenschaften, Fähigkeiten, Erscheinungsformen wie Herkunft (Abstammung, Soziale Herkunft), Sprache, Ethnie, Geschlecht (äußere Homogenität) oder innere Einstellungen wie religiöses Bekenntnis, politische oder ethische Einstellungen sowie sexuelle Orientierung (innere Homogenität) zählen.

## Äußere Homogenität
Insbesondere die äußere Homogenität wird in den Sozialwissenschaften herangezogen, um bestimmte Gruppen durch die homogenen Eigenschaften zu bezeichnen und anhand dieser Kriterien mit anderen – ihrerseits wiederum homogenen – Gruppen zu vergleichen. Dabei dienen vor allem empirisch feststellbare Tatsachen die Grundlage für die Festlegung der Eigenschaften.

## Innere Homogenität
Auf Grund des fehlenden Zugangs zum Innenleben des Menschen sind die Eigenschaften nur durch Methoden der Sozialforschung zu ermitteln, insbesondere durch statistische Erhebungen nach Befragungen und Interviews. Die inneren Eigenschaften sind jedoch insbesondere in der Politischen Philosophie häufig Gegenstand eines Streits über die Frage, ob der Staat oder die Gesellschaft darauf Einfluss nehmen darf. Hier spielen insbesondere die Fragen nach den Freiheitsrechten der Individuen eine Rolle, in deren Gesinnung eingegriffen würde, wenn sie diese nicht mehr vor dem Staat oder der Gesellschaft geheim halten könnten. Daher ist die gezielte Herbeiführung innerer Homogenität in einer bestimmten zufällig ausgewählten Gruppe unter freiheitlichen Gesichtspunkten problematisch.